# لفته حمیدی
لفته حمیدی (زاده ۱۰ آذر ۱۳۶۱ در شوشتر) بازیکن سابق و مربی فوتبال اهل ایران است،وی هم اکنون دستیار علیرضا منصوریان در باشگاه فولاد خوزستان است.